# Josef Moritz
Josef Moritz (* 12. Dezember 1845 in Junkershausen; † 9. Mai 1922 ebenda) war Landwirt, Bürgermeister und Mitglied des Deutschen Reichstags.

## Leben
Moritz besuchte die Volksschule von 1852 bis 1864 in Wargolshausen und widmete sich dann der Landwirtschaft. Ab 1882 war er Vorstand der von ihm begründeten Freiwilligen Feuerwehr Junkershausen. Er diente von 1870 bis 1873 im 5. Infanterieregiment in Bamberg und Germersheim. Weiter war er Mitglied des Distriktsrats Neustadt an der Saale und Bürgermeister von Junkershausen.
Von 1893 bis 1907 war er Mitglied des Deutschen Reichstags für den Wahlkreis Unterfranken 4 (Neustadt an der Saale, Brückenau, Mellrichstadt, Königshofen, Kissingen) und die Deutsche Zentrumspartei. Zwischen 1899 und 1918 war er Mitglied der Bayerischen Kammer der Abgeordneten.